# Косач Микола Петрович
Косач Микола Петрович (3 вересня 1884, Колодяжне — 16 липня 1937, Колодяжне) — український громадський діяч, інженер-агроном за фахом, голова земської управи, комісар, рідний брат відомої української поетеси та громадської діячки Лесі Українки, а також Михайла Косача, Ольги Косач-Кривинюк, Оксани Косач-Шимановської та Ізидори Косач-Борисової. Батько письменника Юрія Косача.

## Життєпис

### Дитинство
Народився 3 вересня 1884 року в селі Колодяжному в родині Петра та Ольги Косачів (п'ята дитина). Охрещений 4 січня 1887 року в Свято-Миколаївській церкві села Волошки, про що є запис у відповідній метричній книзі. Поручителями при хрещенні (хрещеними батьками) вказані Микола Лисенко і дружина голови Ковельської з'їзду мирових посередників Марія Карташевська.
Раннє дитинство пройшло у колі рідних і близьких. Освіту здобував з першого класу в Київській четвертій гімназії, де працював директором їхній знайомий Микола Стороженко.
| Дитячі прізвиська Миколи в родині Косачів: Микось, Миколочка, Микунько, Микуня, Кунья, Куня, Кох, Кахота, Кухота, Кухоточка, Кохіня, Кукота; колективні прізвиська (разом із сестрами Оксаною та Ізидорою): Гуси, Тигри-Негри. |

### Юність
1903 року Микола успішно закінчив гімназію і вступив до Київського політехнічного інституту. В цей час захоплюється ідеями соціал-демократів, цікавиться соціалістичною літературою, в Київському окружному комітеті партії має псевдо Яким.
17 січня 1907 року під час обшуку на квартирі Косачів поліція знайшла 121 брошуру політичного змісту.
Восени 1907 року одружився з Наталією Дробишевою (Дробиш).

### Зрілість
Здобувши фах інженера-агронома, з 1912 року живе в родинному маєтку в Колодяжному, служить повітовим агрономом і членом земської управи Ковельського повіту (1912–1914), згодом його головою. Тоді ж мав намір виставити свою кандидатуру до губернської думи, та змінив плани через обшуки в нього і його наближеного приятеля В. Просяниченка.
З 1914 року — на фронті. Його двічі відзначили за хоробрість на передовій Західного фронту — 1915 і 1916 року.
1917 року обраний головою Ради робітничих і солдатських депутатів Прифронтової (Сарненської) округи. Влітку того ж року — Житомирський, а потім Ковельський комісар. Делегат від Волині на Державну нараду в Москві 1917 року.
Восени 1918 року арештований гетьманською владою за діяльність проти німецьких окупаційних сил разом з іншими діячами Волині.
1919 року ув'язнений польською окупаційною владою.
1920 року працює комісаром при штабах XIV і XVI корпусів Робітничо-Селянської Червоної Армії в Рівному та Ковелі.
Продовжує громадську діяльність. Так 1920 року надав безпроцентну позичку у 5 000 марок ковельській «Просвіті» (засновником і головою якої був). Організовує у Ковелі разом із дружиною Наталією притулок для дітей-сиріт. Сприяв поповненню просвітянських бібліотек Волині книжками.
Після 1921 року західні терени Української Республіки згідно з Ризькою угодою були на два десятиліття віддані під владу Польщі. Однак Микола продовжував свою діяльність. За його ініціативи на зборах 9 лютого 1926 року Ковельської просвіти було ухвалено надати їй ім'я Лесі Українки. Також в цей час за його підтримки постали «Просвіти» у Мацеєві та Колодяжному.
На початку 1920-х Микола Косач разом з сином Юрієм, будучи від народження охрещені у православній вірі, переходять у греко-католицтво.

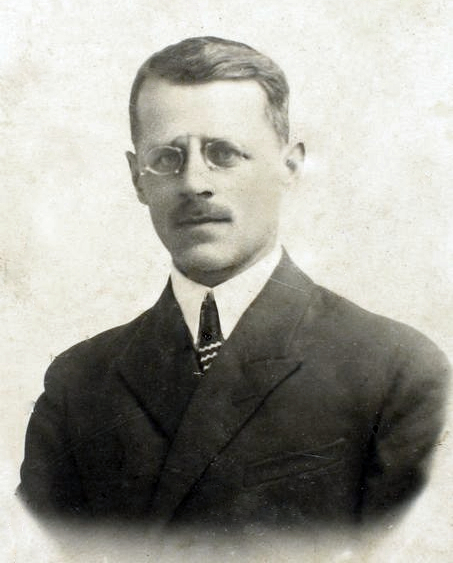
Микола Косач

Великі податки, запроваджені польською окупаційною владою, підтримка польських поміщиків тощо — все це у 1920–1930х рр. спричинило до масового зубожіння та морально-психологічної кризи селян західних теренів України. Не оминула ця доля і Миколу Косача, господарство яке було сильно підірване у нових умовах.
В цей час в подружньому житті у Миколи Косача виникають проблеми, вони розходяться з дружиною і вона одружується з іншим.

### Останні роки життя
Громадський діяч, колишній власник великого маєтку доживав свій вік у самотності і бідності. Більшість жителів округи з повагою ставилися до пана.
Останні роки життя принесли йому певну відраду — йому запропонували викладати на вечірніх курсах у колодяжанській школі. Ця робота дала змогу йому частіше спілкуватися з людьми і сільською молоддю.
16 липня 1937 року Миколи Косача не стало, він був знайдений мертвим на траві у своєму рідному селі.
Похований на сільському кладовищі у селі Колодяжне.

## Вшанування пам'яті
2013 року за кошти сім'ї голови Волинської облдержадміністрації Бориса Клімчука на могилі встановлено пам'ятник — меморіальну композицію.